# Frasnoy
Frasnoy é uma comuna francesa na região administrativa de Altos da França, no departamento do Norte. Estende-se por uma área de 5.84 km². Em 2010 a comuna tinha 380 habitantes (densidade: 65,1 hab./km²).